# System 4.0
System Software 4 (albo System 4) – czwarta wersja systemu Mac OS, utworzona w 1987. Następca systemu 3.
Jest to ostatnia jednozadaniowa wersja systemu Mac OS.
Jego następcą został System Software 5.